# Irina Iltchenko
Irina Anatolievna Iltchenko (en russe : Ирина Анатольевна Ильченко) (née Smirnova le 3 août 1968 à Ivanovo) est une ancienne joueuse de volley-ball russe. Elle mesure 1,86 m et jouait au poste de réceptionneuse-attaquante. Elle a totalisé 446 sélections en équipe de Russie.

## Biographie
Sa fille Ksenia Iltchenko est également joueuse de volley-ball.

## Clubs
| Club                       | De        | À         |
| -------------------------- | --------- | --------- |
| Ouralotchka Iekaterinbourg | 1984-1985 | 1990-1991 |
| Impresem Agrigento         | 1992-1993 | 1992-1993 |
| Mladost Zagreb             | 1993-1994 | 1993-1994 |
| Galatasaray İstanbul       | 1995-1996 | 1997-1998 |
| Eczacıbaşı İstanbul        | 1998-1999 | 2000-2001 |

## Palmarès

### Équipe nationale
- Jeux Olympiques
  -  1988 à Séoul
  -  1992 à Barcelone
- Championnat du monde
  - Vainqueur : 1990
- Coupe du monde
  - Finaliste : 1989
- Championnat d'Europe
  - Vainqueur : 1989, 1991, 1993.
  - Finaliste : 1987

### Club
- Ligue des champions
  - Vainqueur : 1987, 1989, 1990
- Coupe des vainqueurs de coupe
  - Vainqueur : 1986
- Championnat d'URSS : 
  - Vainqueur : 1986, 1987, 1988, 1989, 1990, 1991.
- Coupe d'URSS : 
  - Vainqueur : 1986, 1987, 1989.
- Championnat de Croatie 
  - Vainqueur : 1994.
- Championnat de Russie : 
  - Vainqueur :  1992
- Championnat de Turquie 
  - Vainqueur : 1999,  2000.
- Coupe de Turquie 
  - Vainqueur : 1999,  2000, 2001.